# Ambika Mod
Ambika Bhakti Mod  ˈ|ʌ|m|b|ɪ|k|ə|_|ˈ|b|ʌ|k|t|i|_|ˈ|m|əʊ|d , née le 2 octobre 1995 à Potters Bar) est une actrice, comédienne et écrivaine britannique. Elle est surtout connue pour ses rôles de Shruti Acharya dans la série dramatique This Is Going to Hurt (2022) et d'Emma Morley dans la mini-série Un jour (2024).

## Biographie

### Jeunesse et formation
Ambika Mod naît le 2 octobre 1995 à Potters Bar, dans le Hertfordshire, en Angleterre. Fille d'immigrants indiens, sa mère arrive au Royaume-Uni enfant et son père dans sa vingtaine. Elle grandit à Potters Bar et fréquente la Dame Alice Owen's School. Elle obtient un Bachelor of Arts en études anglaises au St Mary's College de Durham.
À Durham, elle découvre le théâtre et le sketch comique via la Revue de l'université, se produisant au Edinburgh Fringe Festival en 2015 et devenant présidente de la troupe en 2017,. Elle étudie également le théâtre à la Theatrix Performing Arts de St Albans.

### Carrière
Mod débute dans la comédie avec le duo Megan from HR, formé avec Andrew Shires. Elle se produit régulièrement en comédie improvisée à la Free Association à Londres. Parallèlement, elle travaille comme assistante personnelle chez Condé Nast tout en poursuivant la comédie le soir,.
En 2022, elle incarne Shruti Acharya, une interne en médecine en difficulté, dans This Is Going to Hurt, aux côtés de Ben Whishaw. Sa performance est saluée, notamment par The Hollywood Reporter, qui loue sa capacité à rendre Shruti « le véritable cœur de la série ». Elle est sélectionnée pour le programme BAFTA Breakthrough 2022 et remporte le prix de la meilleure actrice aux Broadcasting Press Guild Awards,. Grâce à ce programme, elle est mentorée par Emma Thompson.
En 2024, elle joue Emma Morley dans Un jour, une mini-série Netflix adaptée du roman de David Nicholls. Initialement réticente à accepter ce rôle romantique en raison de son expérience intense dans This Is Going to Hurt, elle surmonte ses doutes, marquant un tournant dans sa carrière. Sa performance est acclamée, notamment par The Guardian, qui la qualifie de « révélation ». La série devient la plus regardée sur Netflix la semaine de sa sortie.
En 2025, Mod joue dans la série Disney+ The Stolen Girl, tient un petit rôle dans Black Bag, et participe à Sacrifice, une comédie d'aventure réalisée par Romain Gavras.

### Reconnaissance
En 2024, Mod est sélectionnée dans la liste Forbes 30 Under 30 Europe pour son plaidoyer en faveur de la diversité et ses performances. The Sunday Times la désigne parmi les 25 personnes les plus inspirantes de moins de 30 ans au Royaume-Uni et en Irlande. Elle figure également dans la liste des 100 leaders émergents de Time, avec un hommage de Mindy Kaling. En novembre 2024, elle est nommée « Femme de l’année » et « Révélation de l’année » par Harper's Bazaar UK, et reçoit un prix aux British GQ Men of the Year,. En février 2025, Elle la sélectionne dans sa liste « 40 For 40 : Women In Film And Television ».

## Filmographie
- 2019 : The Mash Report : Sarah (1 épisode)
- 2020 : The B@it : Samantha (épisode : Ending other people's relationships)
- 2020 : The News Quiz : écrivain supplémentaire
- 2020 : The Now Show : écrivain supplémentaire
- 2021 : Trying : Usher (épisode J'ai peur)[27]
- 2022 : This Is Going to Hurt : Shruti Acharya (7 épisodes)
- 2022 : I Hate Suzie Too : Una Finch (2 épisodes)
- 2023 : Pet Name de Dan Boaden : Sophie (court métrage)
- 2024 : Un jour (One Day) : Emma Morley (mini-série Netflix - 14 épisodes)
- 2025 : The Insider (Black Bag) de Steven Soderbergh : Angela Childs
- 2025 : Sacrifice de Romain Gavras
- 2025 : The Stolen Girl : Selma Desai

## Scènes
- 2015 : Cirque du Sillý au Edinburgh Fringe Festival
- 2019 : Children of the Quorn™ au Edinburgh Fringe Festival

## Récompenses et nominations
| Année | Prix                                      | Catégorie                          | Travail               | Résultat       | Réf    |
| ----- | ----------------------------------------- | ---------------------------------- | --------------------- | -------------- | ------ |
| 2020  | Funny Women Awards                        | Scène                              |                       | Demi-finaliste | [ 28 ] |
| 2023  | Broadcasting Press Guild Awards           | Meilleure actrice                  | This Is Going to Hurt | Lauréate       | [ 29 ] |
| 2023  | Royal Television Society Programme Awards | Acteur dans un second rôle – Femme | This Is Going to Hurt | Lauréate       | [ 30 ] |